# Келльнер, Херберт
Хе́рберт Ке́лльнер (нем. Herbert Kellner) — немецкий кёрлингист.
В составе мужской сборной ФРГ участник двух чемпионатов мира (лучший результат — шестое место в 1969).
Играл на позиции третьего.

## Команды
| Сезон   | Четвёртый            | Третий           | Второй     | Первый         | Турниры           |
| ------- | -------------------- | ---------------- | ---------- | -------------- | ----------------- |
| 1967—68 | Вернер Фишер-Вепплер | Херберт Келльнер | Рольф Клуг | Хайнц Келльнер | ЧМ 1968 (8 место) |
| 1968—69 | Вернер Фишер-Вепплер | Херберт Келльнер | Рольф Клуг | Хайнц Келльнер | ЧМ 1969 (6 место) |

(скипы выделены полужирным шрифтом)

## Частная жизнь
Его сын Хайнц Келльнер — тоже кёрлингист, они в одной команде играли на чемпионатах мира 1968 и 1969.